# Sæby Kirke (Lejre Kommune)
 For alternative betydninger, se Sæby Kirke. (Se også artikler, som begynder med Sæby Kirke)
Sæby Kirke er en kirke i Sæby Sogn i Lejre Kommune.

## Eksterne kilder og henvisninger
- Sæby Kirke hos KortTilKirken.dk
- Sæby Kirke i bogværket Danmarks Kirker (udg. af Nationalmuseet)

- Wikimedia Commons har flere filer relateret til Sæby Kirke (Lejre Kommune)